# Jigme Singye
Jigme Singye (1742 – 1789) foi um Desi Druk do Reino do Butão, reinou de 1776 até 1788. Foi antecedido no trono por Kunga Rinchen, tendo-lhe seguido Druk Tendzin II.